# I. O. B. – Spezialauftrag
I. O. B. – Spezialauftrag war eine Vorabendserie des ZDF. Sie lief in zwei Staffeln à 13 Folgen in den Jahren 1980 und 1981 jeweils montags um 18.20 Uhr. Jede Folge hatte eine Länge von 25 Minuten. Produzent war Horst Lockau mit seiner Hamburgischen Film- und Fernsehproduktion. Die Drehbücher stammten von verschiedenen Autoren, die Musik von Siegfried Franz. Als Regisseure zeichneten Hans-Jürgen Tögel, Wolfgang Schleif und Peter Meincke verantwortlich.

## Handlung
Bernhard Horn leitet die Hamburger Filiale der weltweit agierenden Detektei I. O. B. Sein Mann für Spezialaufträge ist Mike Jackson, ein ehemaliger FBI-Agent deutsch-amerikanischer Abstammung. Die junge Wienerin Catherine Burger unterstützt Jackson bei seinen Ermittlungen. Eva Kehrer ist Horns Assistentin, die am Computer arbeitet, der mit der Londoner Zentrale verbunden ist. Das Spektrum der Fälle deckt einen großen Bereich der Kriminalität ab.

## Sonstiges
Die Verantwortlichen machten sich die seinerzeit bereits einige Jahre zurückliegende Popularität von Percy Stuart zunutze, obwohl Claus Wilcke eigentlich keine derartige Rolle mehr spielen wollte, sich dann aber doch überreden ließ, zumal der damalige Erfolg eine ganze Reihe für ihn interessanter Bühnenrollen nach sich gezogen hatte. Noch vor Fertigstellung der ersten Staffel, deren Dreharbeiten im Mai 1978 unter dem Arbeitstitel IOB, Pinkertons Erben begannen, wurde eine zweite in Auftrag gegeben, die schließlich aber als erste gesendet wurde. Grund für diesen Tausch soll der Bart Wilckes gewesen sein, den er bei den Dreharbeiten zur ersten Staffel trug und der den Programmmachern zu seriös erschien. Die Produktionskosten beliefen sich pro Staffel auf etwa 2.000.000 DM.
Ähnlich wie bei Percy Stuart und der Nachfolgeserie Im Auftrag von Madame fanden die Dreharbeiten zum großen Teil im Ausland statt, in der zweiten Staffel überwiegend in Spanien. Aus diesem Grund wurden viele Rollen auch mit spanischen Schauspielern besetzt.
Jede Folge begann damit, dass Jackson seinen mit modernster Technik (einschließlich Bildtelefon) ausgerüsteten grünen Porsche in die Tiefgarage eines Hamburger Bürohauses lenkte und von dort aus mit dem Fahrstuhl ins Büro der Detektei fuhr.
In Folge 1 der ersten Staffel (Boxeraufstand) spielte Roger Herbst seine vermutlich letzte Rolle. Am 16. August 1980 verstarb er an den Folgen eines schweren Verkehrsunfalls.

## Episodenliste

### Staffel 1
| Staffel | Folge | Erstausstrahlung | Titel                           | Drehbuch                     | Gastschauspieler (Auswahl)                                                                                |
| 1       | 1     | 10. März 1980    | Boxeraufstand                   | Rainer Horbelt, Ulrich Stark | Wolfgang Zerlett, Roger Herbst, Reinhard Kolldehoff, Werner Schwuchow                                     |
| 1       | 2     | 17. März 1980    | Ein Mord, wie er im Buche steht | Rainer Horbelt, Ulrich Stark | Hans Paetsch, Heidrun Kussin, Wolfram Schaerf                                                             |
| 1       | 3     | 24. März 1980    | „H“ aus Kopenhagen              | Herbert Lichtenfeld          | Krystian Martinek, Jörg Holm, Alexander Hegarth                                                           |
| 1       | 4     | 31. März 1980    | Stimmen von gestern             | Rainer Horbelt, Ulrich Stark | Rosemarie Schilling, Hans Daniel, Otto Sawicki, Ferdinand Dux                                             |
| 1       | 5     | 14. April 1980   | Flugnummer LH 010               | Rainer Horbelt, Ulrich Stark | Helmut Förnbacher, Barbara Focke, Kurd Pieritz, Astrid Fournell                                           |
| 1       | 6     | 21. April 1980   | Das Frühstückskartell           | Rainer Horbelt, Ulrich Stark | Hans Schellbach, Hubert Suschka, Franz Rudnick, Horst Michael Neutze, Hubert Mittendorf, Astrid Nestvogel |
| 1       | 7     | 28. April 1980   | 100.000 sind kein Pappenstiel   | (nicht bekannt)              | Arnfried Lerche, Peter Thom, Wolfgang Rau, Jochen Köppel                                                  |
| 1       | 8     | 5. Mai 1980      | Still ruht der See              | Herbert Lichtenfeld          | Inken Sommer, Peter Kuiper, Iris Berben, Hansi Waldherr, Karlheinz Lemken                                 |
| 1       | 9     | 12. Mai 1980     | Giftiger Kaffee                 | Herbert Lichtenfeld          | Manfred Lehmann, Reinhilt Schneider, Hans Timmermann, Günther Jerschke, Manoel Ponto                      |
| 1       | 10    | 19. Mai 1980     | Damen der Gesellschaft          | Herbert Lichtenfeld          | Amadeus August, Rainer Basedow, Dagmar Heller, Herbert Tennigkeit                                         |
| 1       | 11    | 2. Juni 1980     | Die Kasse muß stimmen           | Herbert Lichtenfeld          | Heidi Stroh, Joachim Rake, Jochen Schmidt, Günter Meisner                                                 |
| 1       | 12    | 9. Juni 1980     | Mein Whisky, dein Whisky        | Arne Elsholtz                | Richard Haller, Peter Schiff, Manfred Schermutzki, Joachim Wolff                                          |
| 1       | 13    | 16. Juni 1980    | Schwarze Kolonnen               | Herbert Lichtenfeld          | Kristina Nel, Henry Kielmann, Martin Jente, Edgar Maschmann                                               |

### Staffel 2
| Staffel | Folge | Erstausstrahlung | Titel                   | Drehbuch                          | Gastschauspieler (Auswahl)                                              |
| 2       | 14    | 26. Januar 1981  | Erster Klasse           | Heinz Bothe-Pelzer, Peter Meincke | Diana Lorys, Ray Noland                                                 |
| 2       | 15    | 9. Februar 1981  | Treffpunkt: Freddys Bar | Peter Meincke                     | Günter Bothur, Friedrich Georg Beckhaus                                 |
| 2       | 16    | 16. Februar 1981 | Der Experte             | Peter Meincke                     | Fernando Sancho, María Luísa San José                                   |
| 2       | 17    | 23. Februar 1981 | Alte Kollegen           | Peter Meincke                     | Ulli Kinalzik, Wolfgang Condrus                                         |
| 2       | 18    | 2. März 1981     | Bisani                  | Peter Meincke                     | Peter Buchholz, Werner Schumacher, Heidi Schaffrath, Volker Bogdan      |
| 2       | 19    | 9. März 1981     | Der Star                | Peter Meincke                     | Paco Nieto, Jaime Toja                                                  |
| 2       | 20    | 16. März 1981    | Weiße Segel             | Heinz Bothe-Pelzer, Peter Meincke | Manfred Reddemann, Thomas Schiestl, Hans-Jürgen Janza, Irmgard Jedamzik |
| 2       | 21    | 23. März 1981    | Bestimmungshafen Rio    | Peter Meincke                     | Hans-Peter Kurr, Gernot Endemann, Uwe Hacker                            |
| 2       | 22    | 30. März 1981    | Streng vertraulich      | Peter Meincke                     | Rolf Schimpf                                                            |
| 2       | 23    | 6. April 1981    | Das Atoll               | Peter Meincke                     | Hellmuth Mennekes, Malte Horstmann                                      |
| 2       | 24    | 13. April 1981   | Blütenträume            | Peter Meincke                     | Fernando Hilbeck, Ricard Palacios                                       |
| 2       | 25    | 27. April 1981   | Der zweite Mann         | Heinz Bothe-Pelzer, Ulrich Stark  | Elisa Montés, José Canalejas                                            |
| 2       | 26    | 4. Mai 1981      | Das Gartenfest          | Peter Meincke                     | Herbert Steinmetz, Bruno Dietrich, Teresa Stäger                        |